# Motor de corrent continu

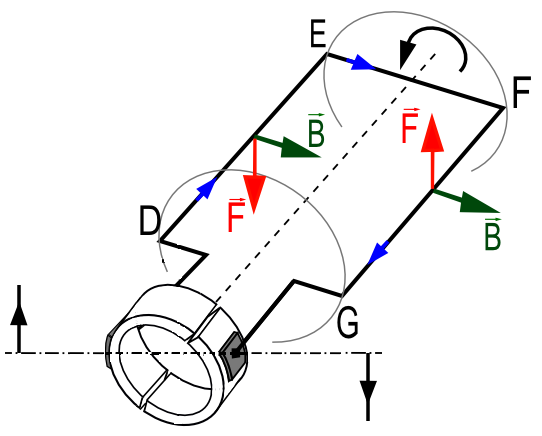
Diagrama de les forces en un motor de CC, i la seva deducció mitjançant la regla de la mà esquerra.

Un motor de corrent continu o, simplement motor continu o motor de CC, és una màquina elèctrica rotativa que transforma energia elèctrica en forma de corrent continu en energia mecànica mitjançant interaccions electromagnètiques. Pràcticament tots els motors elèctrics són reversibles, és a dir, poden transformar energia mecànica en energia elèctrica funcionant com a dinamos. Els motors de corrent continu basen el seu funcionament en la llei de Lorentz, també anomenada llei de Laplace quan aquesta és aplicada a un conductor, com és el cas dels motors.

## Història

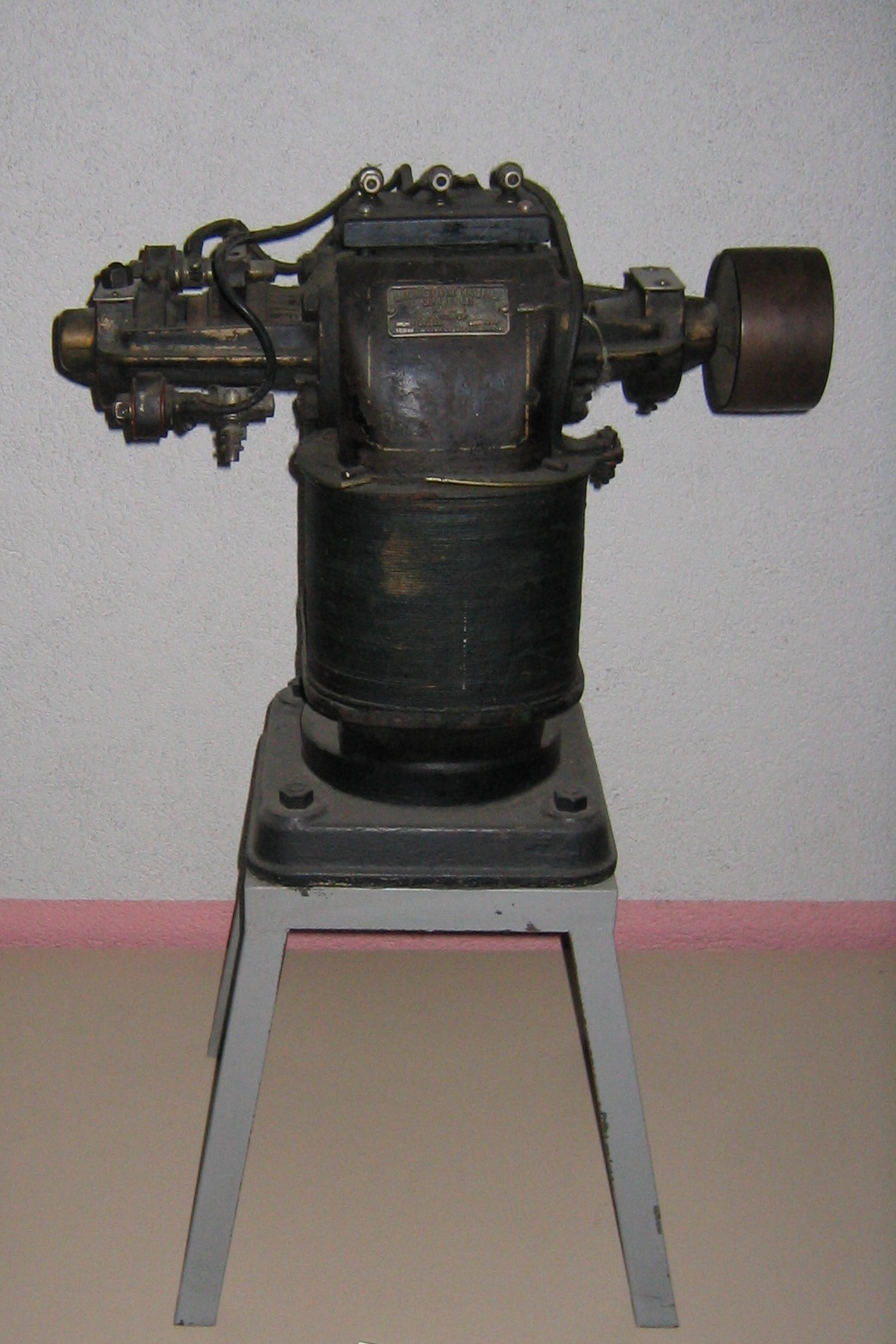
Antic motor de corrent continu de mostra a una fàbrica de cervesa de Fürstenberg a Donaueschingen.

Amb la descoberta de la cel·la galvànica, a principis del segle xix va començar tot un procés d'investigacions sobre l'electricitat que acabaria donant com a fruits invents com la bateria elèctrica o el motor de corrent continu. Abans de poder crear qualsevol tipus de motor de corrent continu eren necessaris alguns components elèctrics. Aquests van ser desenvolupats per William Sturgeon. Va crear el primer electroimant que podia moure més del que pesava, inventant així una de les parts indispensables de l'estator del motor. Més tard va venir el commutador, també molt important en el primer motor, ja que fou l'element que girant invertia periòdicament el sentit del corrent fent possible la continuïtat del moviment en el motor. Inventats aquests dos aparells, va poder procedir en la invenció del primer arcaic motor de corrent continu. Va fer servir un parell d'escombretes conductores i flexibles i aprofitant les seves anteriors invencions el 1832 va muntar la primera màquina capaç de convertir l'energia elèctrica en energia mecànica.
El 1837, Thomas Devenport, va rebre la seva patent pel motor de corrent continu (U. S. Patent No. 132). Però aquest motor que va patentar Devenport ja no usava commutador per a mantenir la continuïtat del cicle, fent ús de les escombretes i partint el col·lector aconseguia invertir la polaritat del circuit, fent-lo molt més eficient.
El 1860, Antonio Pacinotti va fer una dinamo un amb un col·lector multipartit, permetent així el desenvolupament de generadors més fiables i potents. Pacinotti va insistir en la reversibilitat de la seva dinamo per a funcionar com a motor, però tot i així els motors fins aleshores eren encara força primitius i no estaven preparats per a un ús industrial.
El 1872, Friedrich von Hefner-Alteneck, va crear el primer rotor de tambor modern, deixant enrere els arcaics rotors en forma de T que se sobreescalfaven i tenien poc rendiment. El 1873, Zénobe Gramme, un inventor belga va descobrir que aplicant corrent al seu generador amb múltiples electroimants creava un motor (la informació circulava lentament llavors, i possiblement va pensar que ho havia descobert ell), tot i així, el fet d'usar molts electroimants va fer que Gramme fos el creador del primer motor suficientment eficient com per ser usat industrialment. A partir d'aquest moment les innovacions al motor de corrent continu van ser petits retocs per a millorar el rendiment lleument.
Va ser un motor força usat industrialment, però amb l'aparició dels motors de corrent altern (síncrons i, més actualment, els asíncrons) s'han deixat d'usar. Tot i així encara són màquines útils en moltes aplicacions, en aplicacions de precisió, ja que es pot tenir un control molt acurat de la velocitat (a diferència dels motors asíncrons, per exemple, que no giren solidaris al camp inductor) sent així molt útils per a màquines eines programables o braços robòtics. També són els més usats per a sistemes que requereixen molta potència i no tenen perill de descontrolar-se com tramvies, trens o metros. Però el camp on són més usats és a l'electrònica i electricitat de poc voltatge on són els únics motors que poden ser usats en màquines que els necessitin i vagin amb corrent continu com robots, ordinadors, disc durs, encara que també se n'usen variants com el motor pas a pas o el servomotor.

## Principi de funcionament i quantificació de la força del motor

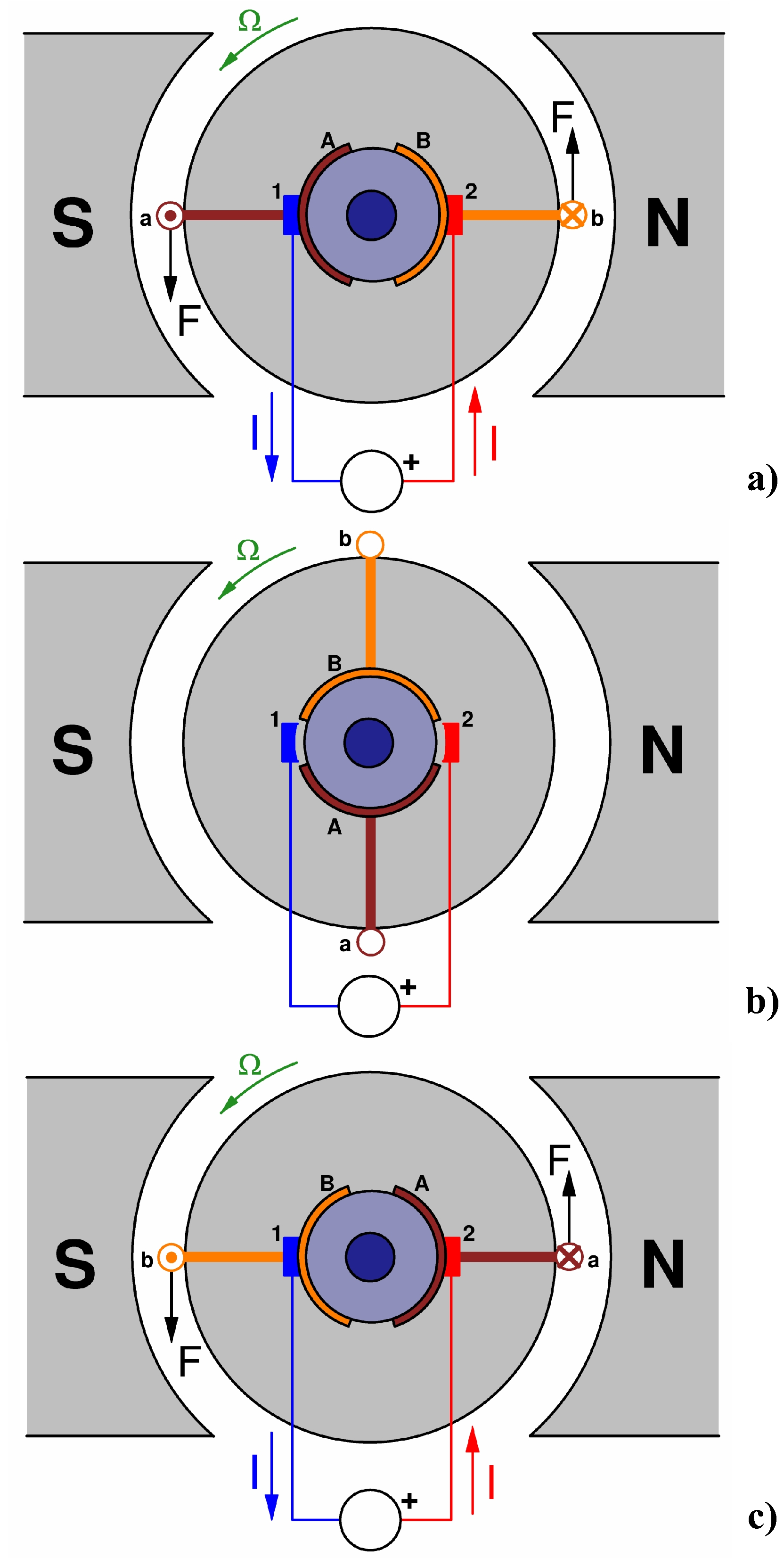
Esquema del funcionament d'un motor de CC elemental de dos pols amb una sola bobina i dues escombretes en contacte amb el rotor. Cada imatge està desfasada 90° respecte a l'anterior.

El funcionament d'un motor de corrent continu es basa en un conductor situat en un camp magnètic, si un corrent elèctric recorre el conductor estarà sotmès a una força perpendicular, determinada per la regla de la mà esquerra, de manera que a cada banda es genera una força igual però en sentit oposat que fa girar el motor, ja que la direcció del camp és igual però el flux de la intensitat és oposat i, per tant, la força també canvia el seu sentit. El mòdul de la força es pot quantificar mitjançant la llei de Lorentz.
{\displaystyle F=B\cdot l\cdot I}
1. F: és la força en newtons.
2. I: és el corrent que recorre el conductor en amperes.
3. l: és la longitud del conductor en metres.
4. B: és la densitat del camp magnètic en tesles.

D'aquesta fórmula es pot deduir que si s'augmenta una de les variables la força també augmentarà. Per això, posant cables de més longitud, conductors més gruixuts que suportin més amperatge o fent un camp magnètic més dens mitjançant electroimants s'aconseguirà un motor més potent.

### Esquema del moviment
En aquests esquemes es pot veure de forma simple el sistema de funcionament d'un motor de dos pols i un sol enrotllament.

1. El filament groc representa una escombreta per on passa el corrent positiu, tocant una lamel·la, l'escombreta blava tenca el circuit a l'altra lamel·la. El bobinat induït, en passar-hi corrent, rep una força perpendicular a causa de la llei de Laplace i inicia el moviment.
2. Continua el moviment de la mateixa manera fins que canvia de lamel·la.
3. Mentre canvia de lamel·la hi ha un curt període en què no rep cap força perquè, per evitar el curtcircuit, s'evita el contacte però el motor continua girant a causa de la inèrcia adquirida durant el moviment. Un cop canvia de lamel·la, l'escombreta subministra corrent en el mateix sentit i el resultat és que continua fent una força d'acord amb el moviment fins aleshores donat, així s'aconsegueix la continuïtat del cicle tancat.
4. Animació del moviment, exemplificant la repetició del cicle.

Lògicament en un motor per a aconseguir rendiments més elevats no es fa servir un sol debanat sinó que se'n fan servir diversos per a tenir el màxim de temps possible la força en acord amb el moviment. I per tant hi ha més escombretes, més lamel·les... Encara que el funcionament és exactament el mateix que l'explicat aquí però amb un nombre més elevat de components.

## Corba característica

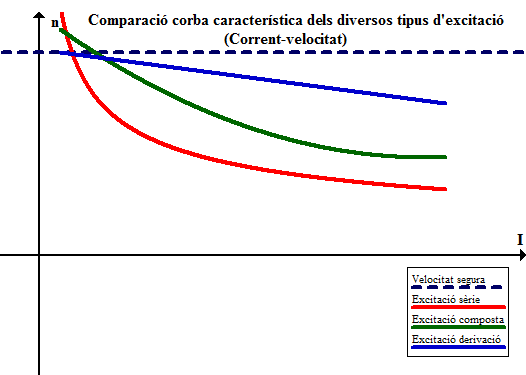
Exemple de comparació de les corba característiques dels diversos tipus d'excitació. La velocitat (n) està en funció de la intensitat (I).

El funcionament d'un motor de CC es pot representar de diverses maneres. En funció de les variables elegides (parell, corrent, velocitat i freqüència) es poden fer diversos tipus de gràfiques que exemplifiquin el funcionament de la màquina gràficament. Les corbes característiques més comunes, encara que se'n poden fer de molts tipus, són 3:
1. Característica de velocitat en funció de la intensitat.
2. Característica del parell motor en funció de la intensitat.
3. Característica mecànica (parell motor en funció de la velocitat).

## Constitució d'un motor de corrent continu
Un motor està format bàsicament per 2 elements:

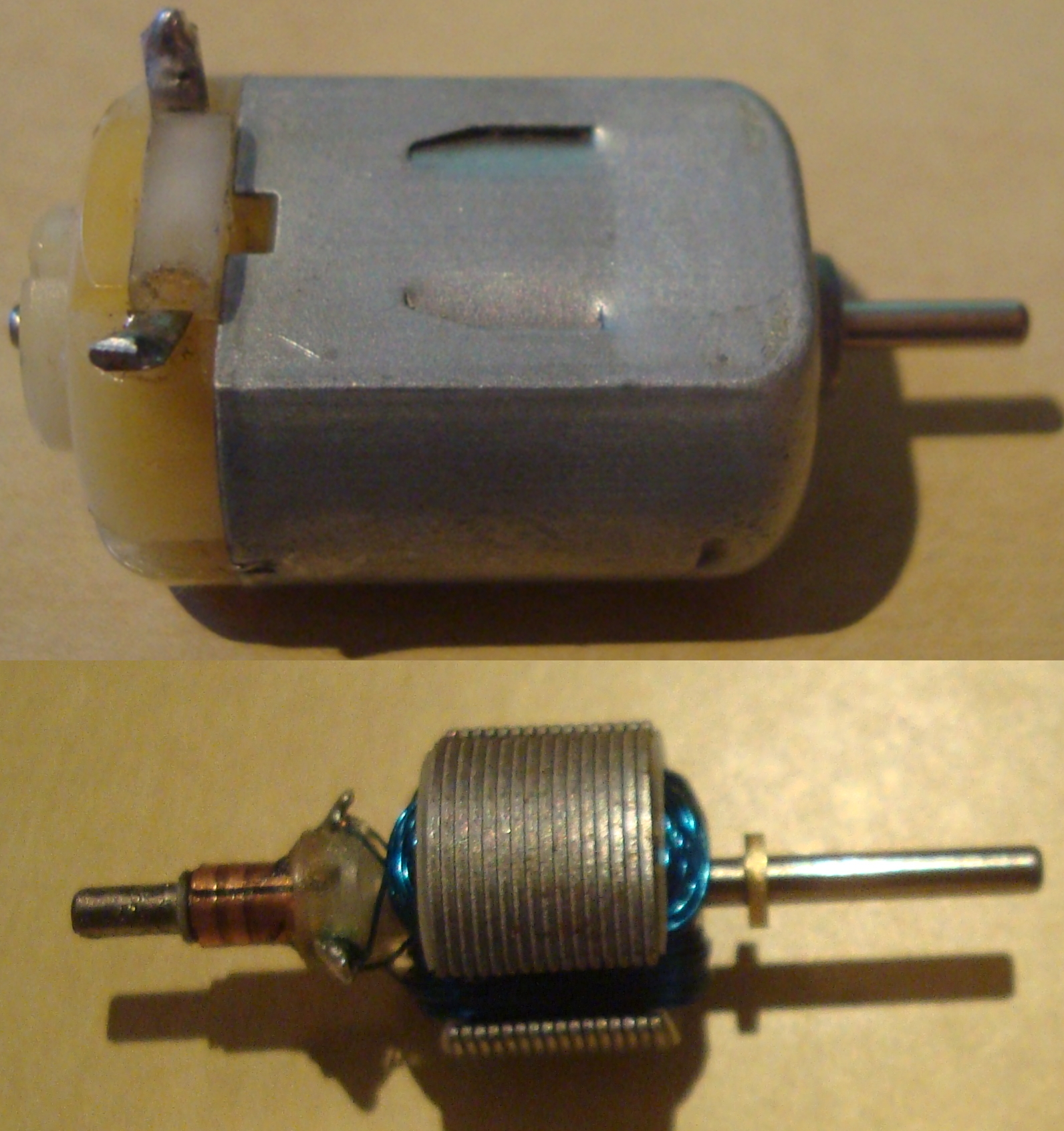
Imatge d'un motor desmuntat. A sobre l'estator, a sota el rotor.

- Estator: és el circuit elèctric inductor (crea el camp magnètic principal). És la part immòbil del motor i està format per una carcassa, la peça que aguanta tota la màquina i tenca el circuit magnètic feta normalment amb un material ferromagnètic, i els pols són bàsicament els dos elements de l'estator. L'estator pot tenir dimensions i formes molt variables depenen de la potència del motor i l'ús que se li vulgui donar i és buit pel centre, lloc que ocupa el rotor.

Els pols, 2 com a mínim i en cas de ser més solen ser nombres parells, són els encarregats de generar el camp magnètic de l'estator. Els motors es poden classificar segons el nombre de pols: bipolar, tetrapolar, hexapolar... Aquests pols poden ser simples imants permanents però per a crear un major camp magnètic i aconseguir una major potència es fan servir electroimants. Un pol està constituït per un bobinatge, fet de cables de material conductor aïllats entre si amb un vernís i un nucli polar, fet d'un material ferromagnètic a xapes per evitar les pèrdues que, encara que mínimes, hi haurien si el nucli fos massís a causa dels corrents paràsits o de Foucault. També poden tenir una extensió polar que serveix per a millorar el rendiment del sistema. Als motors de més potència, per ajudar a l'arrancada i a la commutació, se solen fer servir pols auxiliars adjuntats als pols principals. Aquests pols auxiliars són iguals que els pols principals però més petits.
- Rotor: és el circuit elèctric induït (està sotmès al camp magnètic principal). És la part del motor que fa el moviment giratori. Està format per diversos components.

El nucli de l'induït és un cilindre fet amb xapa apilada (per a reduir les pèrdues de ferro) on es col·loquen les espires de l'enrotllament de l'induït. Les bobines o enrotllaments és el lloc per on pròpiament circula el corrent elèctric i que en estar dins un camp magnètic està sotmès a una força que genera el moviment. Aquestes bobines estan situades al voltant de l'eix del motor. També hi ha d'haver unes escombretes (peces de carbó-grafit amb propietats conductives) per a subministrar el corrent al rotor i un col·lector per captar el corrent que se subministra per les escombretes. El col·lector és format per un seguit de lamel·les, peces longitudinals aïllades elèctricament entre elles per on es connecten les bobines. Als punts de contacte entre rotor i estator hi ha coixinets que serveixen de suport i punt de gir per al rotor i estan estudiats per a reduir les pèrdues mecàniques per fregament.

## Força contraelectromotriu
Mentre l'induït gira es genera una força contraelectromotriu, de manera natural, que limita de forma important el corrent. Quan s'arrenca però, això no és així. Per a evitar l'escalada de corrent que faria malbé tot el motor, es connecta un reòstat d'arrancada en sèrie per suplir la mancança de la força contraelectromotriu. Així el motor queda regulat per aquest reòstat fins que adquireix una velocitat normal i llavors, amb la força contraelectromotriu actuant, ja no és necessari el reòstat. El valor de la força contraelectromotriu es pot quantificar amb la següent fórmula:
{\displaystyle E'={\frac {n\cdot N\cdot \Phi \cdot p}{60\cdot a}}}
1. E' és la força contraelectromotriu en volts.
2. n és la velocitat de rotació de l'eix en rpm.
3. N és el nombre de conductors actius a l'induït.
4. Φ és el flux útil per pols en webers.
5. p és el nombre de parell de pols.
6. a és el nombre de branques en paral·lel.

## Velocitat de rotació
La velocitat de rotació de l'eix d'un motor és directament proporcional a la força contraelectromotriu i inversament proporcional al flux inductor.
{\displaystyle n=k{\frac {E'}{\Phi }}}
1. n és la velocitat de rotació de l'eix en rpm.

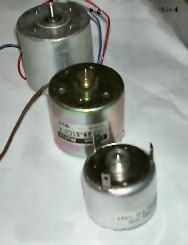
Motors de diverses mides.

2. k és una constant de construcció, diferent per a cada màquina.
3. E' és la força contraelectromotriu en volts.
4. Φ és el flux útil per pol en webers.

Tenint la velocitat de rotació de l'eix en rpm es pot calcular llavors la velocitat angular amb la següent fórmula:

{\displaystyle \omega ={\frac {2\cdot \pi \cdot n}{60}}}
1. {\displaystyle \omega } és la velocitat de rotació en radiants per segon.
2. n és la velocitat de rotació de l'eix en rpm.

### Regulació de la velocitat de gir
La velocitat del motor és directament proporcional a la tensió aplicada a l'induït i inversament proporcional al flux magnètic inductor. Si disminueix la tensió o si s'augmenta el flux magnètic (augmentant el corrent als bobinats de l'inductor), disminuirà la velocitat del motor. Si s'augmenta la tensió i es disminueix el flux magnètic llavors la velocitat augmentarà.

## Moment de rotació
Els conductors del bobinat del rotor d'un motor estan sotmesos a unes forces d'origen electromagnètic que donen lloc a un parell o moment de gir.

### Útil
El moment de rotació útil desenvolupat per un motor és la relació entre potència útil, la que subministra a l'eix, i la seva velocitat angular.

{\displaystyle M_{u}={\frac {P_{u}}{\omega }}}.
1. {\displaystyle M_{u}} és el moment útil en newton-metres.
2. {\displaystyle P_{u}} és la potència útil en watts.
3. {\displaystyle \omega } és la velocitat de rotació en radiants per segon.

### Electromagnètic
El moment de rotació electromagnètic, moment intern que genera el motor, és la potència electromagnètica que usa el motor per a funcionar (el voltatge per la intensitat usat únicament pel motor) dividit per la velocitat angular.
{\displaystyle M_{e}={\frac {E'\cdot I_{i}}{\omega }}}.
1. {\displaystyle M_{e}} és el moment electromagnètic en newton-metres.
2. E' és la força contraelectromotriu en volts.
3. {\displaystyle I_{i}} és la intensitat usada pel motor en amperes.
4. {\displaystyle \omega } és la velocitat de rotació en radiants per segon.

El parell electromagnètic també es pot trobar usant la següent fórmula:
{\displaystyle M_{e}=k'\cdot \Phi \cdot I_{i}}.
1. {\displaystyle M_{e}} és el moment electromagnètic en newton-metres.
2. k' és una constant de construcció, diferent per a cada màquina.
3. Φ és el flux útil per pol en webers.
4. {\displaystyle I_{i}} és la intensitat usada pel motor en amperes.

### Pèrdues de moment
Com que el parell que hi ha a la sortida de l'eix no és la mateixa generada en els motors és obvi que hi ha pèrdues. Aquestes pèrdues són originades per la rotació i es poden quantificar fent la diferència entre el parell electromagnètic i el parell útil.
{\displaystyle M_{p}=M_{e}-M_{u}}.
1. {\displaystyle M_{p}} són les pèrdues de moment en newton-metres.
2. {\displaystyle M_{e}} és el moment electromagnètic en newton-metres
3. {\displaystyle M_{u}} és el moment útil en newton-metres

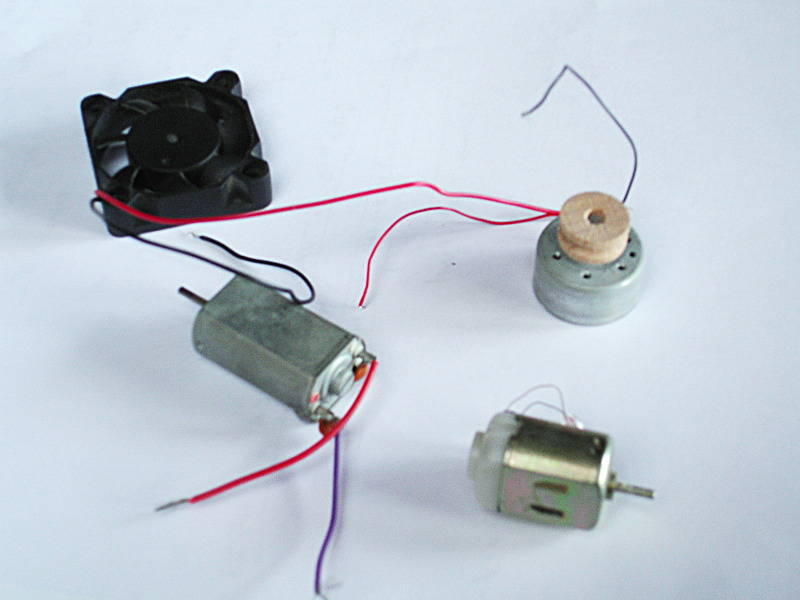
Imatge de 4 petits motors de CC de baixa potència.

## Potència
Hi ha 3 tipus de potència en un motor:
1. Potència útil, la que hi ha a la sortida de l'eix i que normalment es dona a la placa de característiques.
2. Potència electromagnètica o interna, la que el camp magnètic transmet a l'induït.
3. Potència absorbida, la potència que el motor necessita absorbir de la xarxa per a poder funcionar.

### Útil
Sovint ve donada pel mateix fabricant, si no, es pot quantificar amb la següent fórmula:

{\displaystyle P_{u}=M_{u}\cdot \omega }.
1. {\displaystyle P_{u}} és la potència que dona el motor expressada en watts.
2. {\displaystyle M_{u}} és el moment útil en newton-metres.
3. {\displaystyle \omega } és la velocitat de rotació en radiants per segon.

### Electromagnètica
És la potència desenvolupada a l'interior del motor. Es pot calcular amb la mateixa fórmula anterior però substituint el parell útil pel parell electromagnètic.

{\displaystyle P_{e}=M_{e}\cdot \omega }.
1. {\displaystyle P_{e}} és la potència que es dona a l'interior del motor en watts.
2. {\displaystyle M_{e}} és el moment electromagnètic en newton-metres.
3. {\displaystyle \omega } és la velocitat de rotació en radiants per segon.

### Absorbida
És la potència que el motor necessita agafar de la xarxa per a funcionar. Es calcula fent el producte del voltatge per la intensitat que s'absorbeixen de la xarxa.

{\displaystyle P_{a}=V_{a}\cdot I_{a}}.
1. {\displaystyle P_{a}} és la potència absorbida en watts.
2. {\displaystyle V_{a}} és el voltatge absorbit de la xarxa en volts.
3. {\displaystyle I_{a}} és la intensitat del motor en amperes.

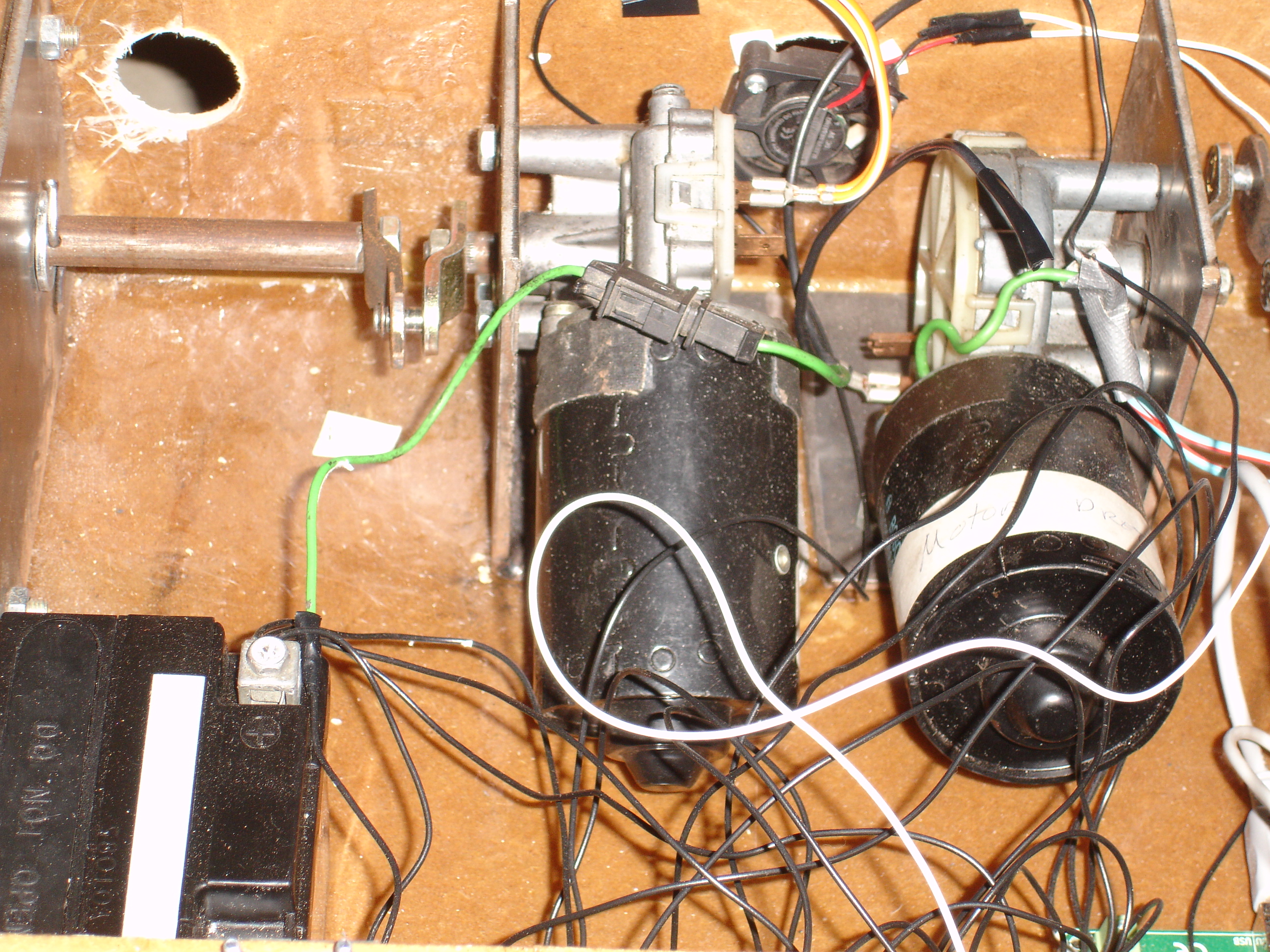
Imatge de l'interior d'un telerobot on es veuen 3 motors. En les aplicacions robòtiques mòbils és molt habitual l'ús dels motors de CC ja que és molt simple invertir el seu sentit de gir i són fàcilment aplicables.

## Sentit de gir
El sentit de gir d'un motor és deduïble mitjançant la regla de la mà esquerra. Si s'inverteix el sentit del corrent a l'induït o a l'inductor també invertirà el sentit de gir l'eix. Si s'inverteixen els sentits d'ambdós circuits alhora (el de l'induït i el de l'inductor) el sentit de gir es mantindrà igual. Si és habitual fer canvis de gir, llavors s'ha d'invertir el sentit del corrent a l'induït perquè si no, a causa del coeficient d'autoinducció alt de l'inductor, i els canvis provoquen unes forces contraelectromotrius autoinduïdes elevades que fan perdre molt rendiment.

## Pèrdues en un motor de corrent continu
Com en qualsevol altre aparell real que faci transformacions energètiques el motor de corrent continu no té un rendiment d'un 100% i, per tant, una part resulta útil per al funcionament mentre que l'altra part de l'energia que absorbeix es perd en forma de calor, soroll... Tot i així el rendiment d'un motor de corrent continu és excel·lent, igual que la resta de les màquines elèctriques, i ronda els rendiments entre el 85% i 95% (si els comparem per exemple amb els motors de combustió).
Les pèrdues d'un motor es poden dividir en 2 grans grups:
1. Pèrdues elèctriques o pèrdues del coure causades pel corrent que circula pels circuits elèctrics del motor, bàsicament pels enrotllaments, tant del rotor com de l'estator per l'Efecte Joule.
2. Pèrdues per rotació, dels quals se'n poden diferenciar dos tipus:

- Pèrdues mecàniques o de fregament són pèrdues causades principalment pels fregaments (de l'eix amb els coixinets i escombretes en contacte amb el rotor), i per la ventilació o refrigeració del motor.
- Pèrdues magnètiques, també anomenades pèrdues del ferro, es produeixen en el circuit magnètic, a causa del cicle d'histeresi i dels corrents paràsits de Foucault. Aquestes pèrdues es minimitzen laminant els pols, i els altres components que intervenen en el sistema magnètic, fent-los de xapa amb bones característiques magnètiques com el ferro.

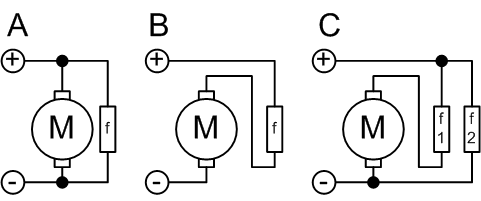
Circuits simplificats dels 3 tipus d'excitació principals.
A:Excitació derivació
B:Excitació sèrie
C:Excitació composta
f:Enrotllaments

## Tipus de motors
Els motors de CC es poden muntar de diverses maneres segons la forma d'alimentar els electroimants i l'enrotllament del rotor. Segons la seva alimentació les característiques del motor variaran significativament i s'obtindran motors amb funcionaments molt diferents. Bàsicament n'hi ha 5 tipus:
1. Motor amb imants permanents.
2. Motor d'excitació independent.
3. Motor d'excitació sèrie.
4. Motor d'excitació paral·lel, derivació o shunt.
5. Motor d'excitació composta o compound.

En el cas del motor amb imants permanents només el rotor és alimentat elèctricament, ja que l'estator funciona sense electroimants i, per tant, no requereix alimentació.

### Motor amb imants permanents
En el motor d'imants permanents només s'ha de subministrar corrent al rotor i s'usa només en cas de necessitar una molt baixa potència. Els imants no són alimentats elèctricament de cap forma i, per tant, la densitat del camp magnètic depèn únicament de l'imant. La part que rep el corrent són els bobinats del rotor, que necessiten la intensitat per generar el moviment. És un motor adequat per a tasques que requereixin poca potència i un volum petit: joguines, sistemes de refrigeració petits...

### Excitació independent
L'excitació del rotor és diferent de l'excitació de l'estator. Aquest sistema permet una bona regulació de la velocitat per a qualsevol càrrega però és poc útil, ja que alimentar per separat els dos components implica tenir fonts d'alimentació separades i per això aquest tipus d'excitació queda reduït a aplicacions molt determinades en què la velocitat s'hagi de mantenir constant amb variacions de la càrrega o que requereixin una variació amplia tant del parell com de la velocitat com per exemple les cintes transportadores on l'aplicació de càrrega no sigui constant (pedreres).

### Excitació sèrie

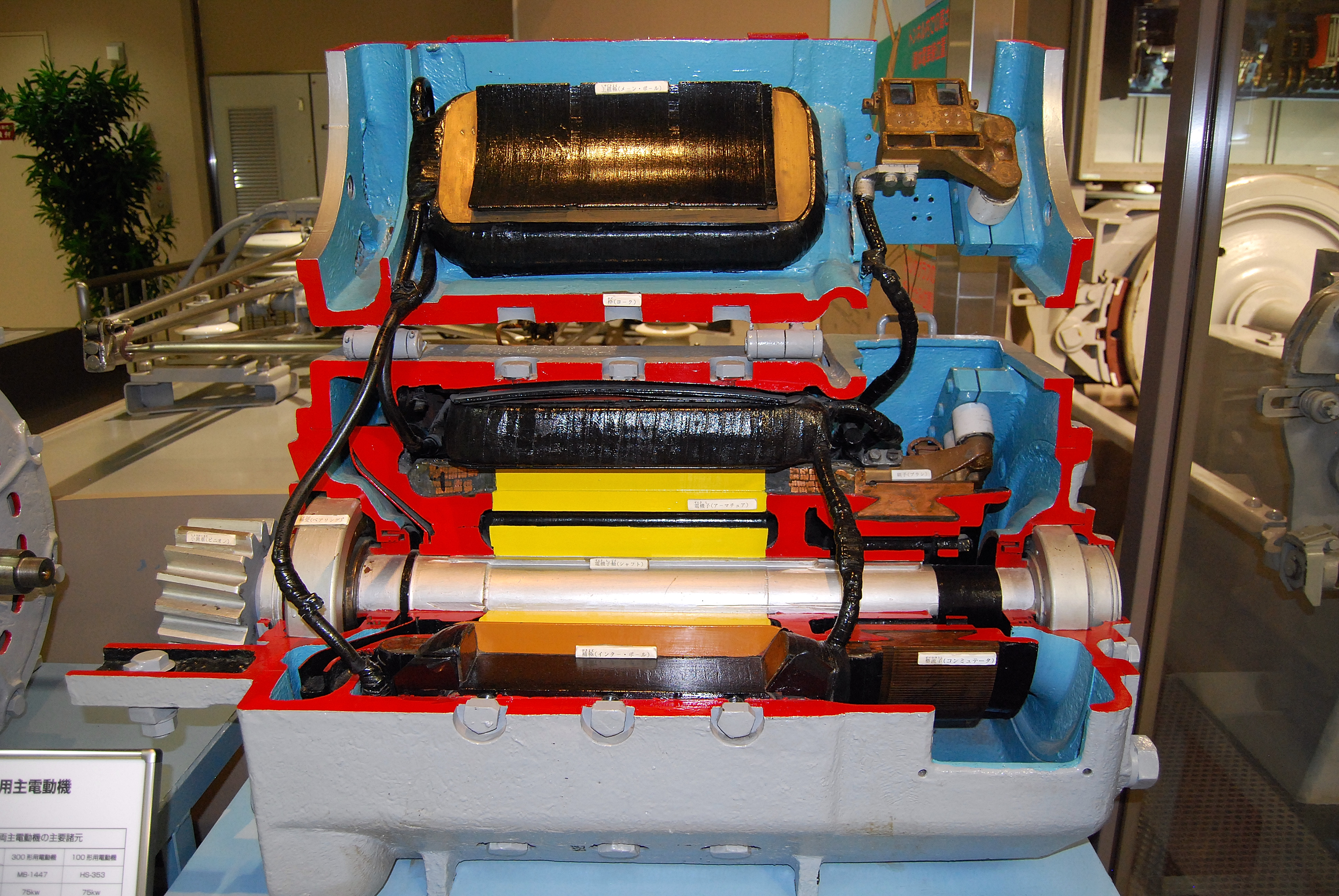
Fotografia d'un motor de CC tipus 100 obert al museu del metro de Tòquio. És el motor que s'està usant actualment al metro Eidan.

L'excitació del rotor està en sèrie amb l'excitació dels bobinats de l'estator. Per tant, la intensitat que circula per l'inductor és la mateixa que consumeix l'induït. Es pot deduir que la velocitat del motor sèrie és inversament proporcional a la càrrega que se li acobli. El motor no s'ha de fer treballar en buit, ja que el flux serà molt petit, necessitarà poca intensitat per fer girar el rotor, i s'embalarà molt sent una eina perillosa. Aquest fet fa que sigui un motor molt inestable i depenent de la càrrega. Aquestes característiques, però, també el fan adequat per a certes aplicacions com motors de tramvia, metro, etc. en els quals s'arrenca i es funciona sempre amb càrrega per la qual cosa no hi ha perill.

### Excitació derivació
L'excitació del rotor (shunt) està en paral·lel amb l'excitació dels bobinats de l'estator. El motor derivació és un motor molt estable. Tant si funciona en buit com si funciona a plena càrrega la velocitat varia molt poc, entre un 5% i un 10%. Ja que la velocitat s'autoregula. Per aquestes característiques és un sistema molt adequat per a l'accionament de maquinària sotmesa a variacions de càrrega constants, per exemple, les màquines eina com serres industrials o els ascensors.

### Excitació composta
L'excitació del rotor (compound) té una part en paral·lel i una part en sèrie amb els bobinats de l'estator. El motor d'excitació composta reuneix les propietats dels motors sèrie i dels motors derivació. Presenta un parell d'engegada superior al shunt, gràcies a l'enrotllament d'excitació en sèrie. Té un marge de variació més gran que el motor shunt i la velocitat disminueix en augmentar la càrrega, però no té perill d'augmentar de forma perillosa la velocitat, gràcies a la presència d'un enrotllament en paral·lel. És un bon motor per a màquines com compressors, laminadores o trens per al seu parell d'engegada alt i la seva càrrega variable.